# Ašot I. od Taoa
Ašot I. od Taoa, također poznat kao Ašot I. Nezreli (gruz. აშოტ I კუხი; umro 918.), iz dinastije Bagrationi, bio je knez Tao-Klardžetije i nasljedni vladar Taoa s titulom eristavt-eristavi ("vojvoda od vojvoda"). Nadimak mu je bio kuhi, što znači "nezreli".
Ašot je bio mlađi sin Gurgena I. Nakon smrti starijeg brata Adarnaza III. 896. godine, vjerojatno je stupio na tronvladao zajedno sa svojim nećakom Davidom koji je u to vrijeme bio još uvijek maloljetan. Kad je David umro 908. godine, Ašot je postao jedini vladar, i samostalno je vladao do smrti 918. godine.
Gruzijske kronike Kartlis Chovreba Ašota prikazuju kao pokrovitelja monaštva i kulturnih projekata u Tao-Klardžetiji. Sponzorirao je izgradnju katedrale Tbeti u Šavšetiju (današnja Turska) i postavio za prvog biskupa Stjepana Mtbetvarija, od kojeg je Ašot naručio hagiografski roman Mučeništvo Mihaela Gobrona. Kip na kojem se navodno vidi Ašot Kuhi, a koji je uklonjen iz Tbetija pred kraj Prvog svjetskog rata, sada je izložen u Umjetničkom muzeju Gruzije u Tbilisiju.
Naslijedio ga je Gurgen II.